# Áptera
Áptera (en griego: Άπτερα)  es una antigua ciudad de Creta, actualmente en ruinas, situada en la unidad periférica de La Canea. Áptera fue fundada sobre la colina de Paliokastro, a una altitud de unos 230 metros, dominando la bahía de Suda y estaba a unos 15 km al este de la actual La Canea.
Aparte de la mención de Pausanias sobre que arqueros de Áptera ayudaron a los lacedomonios en la segunda guerra mesenia (siglo VII a. C.), no hay referencias históricas y políticas sobre sus instituciones hasta comienzos del periodo helenístico.
Documentada en tablillas micénicas bajo la forma a-pa-ta-wa y posteriormente refundada en el siglo VIII a. C., alcanzó su apogeo en el período helenístico. Gozaba de una posición estratégica en la bahía de Suda, con dos puertos: Minoa (actual Marathi) y Císamo (cerca de la actual Kalives). 
Áptera continuó siendo una ciudad importante en época romana y durante los primeros tiempos del Imperio bizantino, antes de ser destruida por dos terremotos en el siglo IV y el siglo VII, y por los sarracenos en 823.
Los venecianos entonces construyeron un fuerte en el emplazamiento de la ciudad. Fue destruida por los piratas en 1583. La posición estratégica de Áptera también fue aprovechada por los otomanos, que construyeron una fortaleza que domina la bahía de Suda, al norte. Las tropas alemanas se posicionaron en el conjunto de la ciudad vieja durante la Segunda Guerra Mundial.
Robert Pashley fue el primero en establecer un vínculo entre las ruinas descubiertas en la colina de Paliokastro y la ciudad de Áptera, confirmando esta identificación con las monedas que se encontraron en el yacimiento arqueológico. Las excavaciones arqueológicas comenzaron en 1942. Fueron realizadas por los alemanes que ocuparon la isla. Otras excavaciones se llevaron a cabo en 1986-1987 y en 1992-1995, y aún no ha sido completamente excavada.

## Topografía

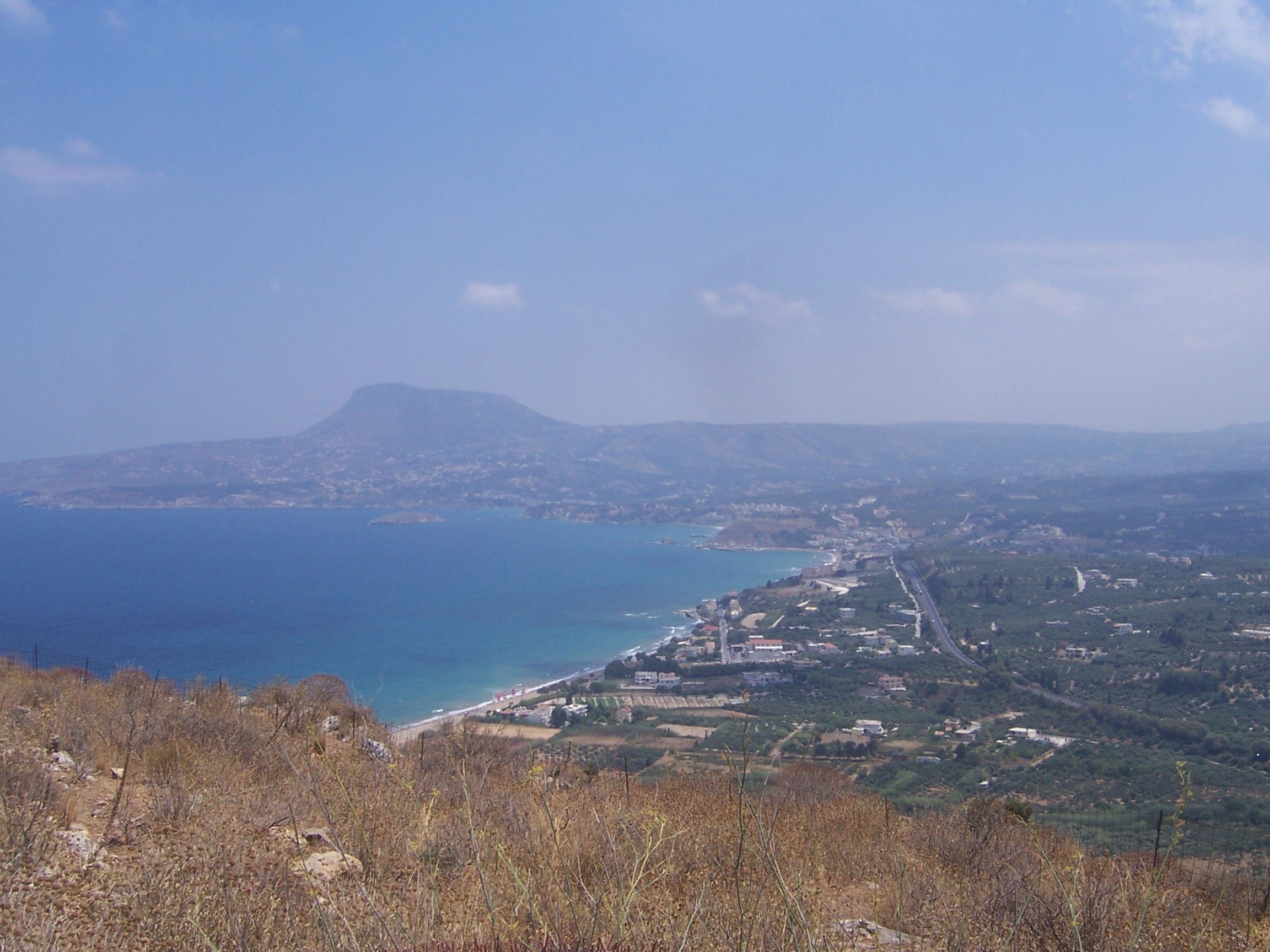
Kalives y el cabo Drápano desde Áptera.

Fue construida sobre la actual colina de Paliokastro. a una altitud de unos 230 metros. Su emplazamiento estratégico es reseñable: domina toda la bahía de Suda al norte, la llanura de Apokóronas al oeste y el macizo de Léfka Óri, al sur. Su privilegiada situación estratégica favoreció su desarrollo, sobre todo en el siglo IV a. C. Además, sus dos puertos, Císamo (actual Kalives) y Minoa (actual Marathi), por su situación a la entrada de la bahía le aseguraron el control del comercio de la región. 
Según Claudio Ptolomeo, su territorio abarcaría el de Cidonia, al oeste, y el de Lapa (actual Argirúpoli), al sur. También menciona que se extendía al este hasta el cabo Drápano. El río Pictos (actual Koiliaris), que nace en Léfka Óri, atraviesa las llanuras del sur y del este de la colina de la ciudad y desemboca en Kalives, contribuyó a la fertilidad de las llanuras de las actuales ciudades de Stilos y Armeni. Tanto en estas llanuras como en lugares más elevados se descubrieron restos de quintas agrícolas y parte de la red viaria que conectaba Áptera con las ciudades vecinas. Un miliario indica la distancia entre Áptera y Císamo en el camino que conduce a Lapa; en él se menciona al emperador romano Trajano y dataría del año 99 al 100.
Las murallas de la ciudad, con 3480 metros de perímetro, rodean la parte llana de la colina y su área interior nunca fue completamente urbanizada.

## Historia

### Desde sus orígenes hasta el periodo helenístico

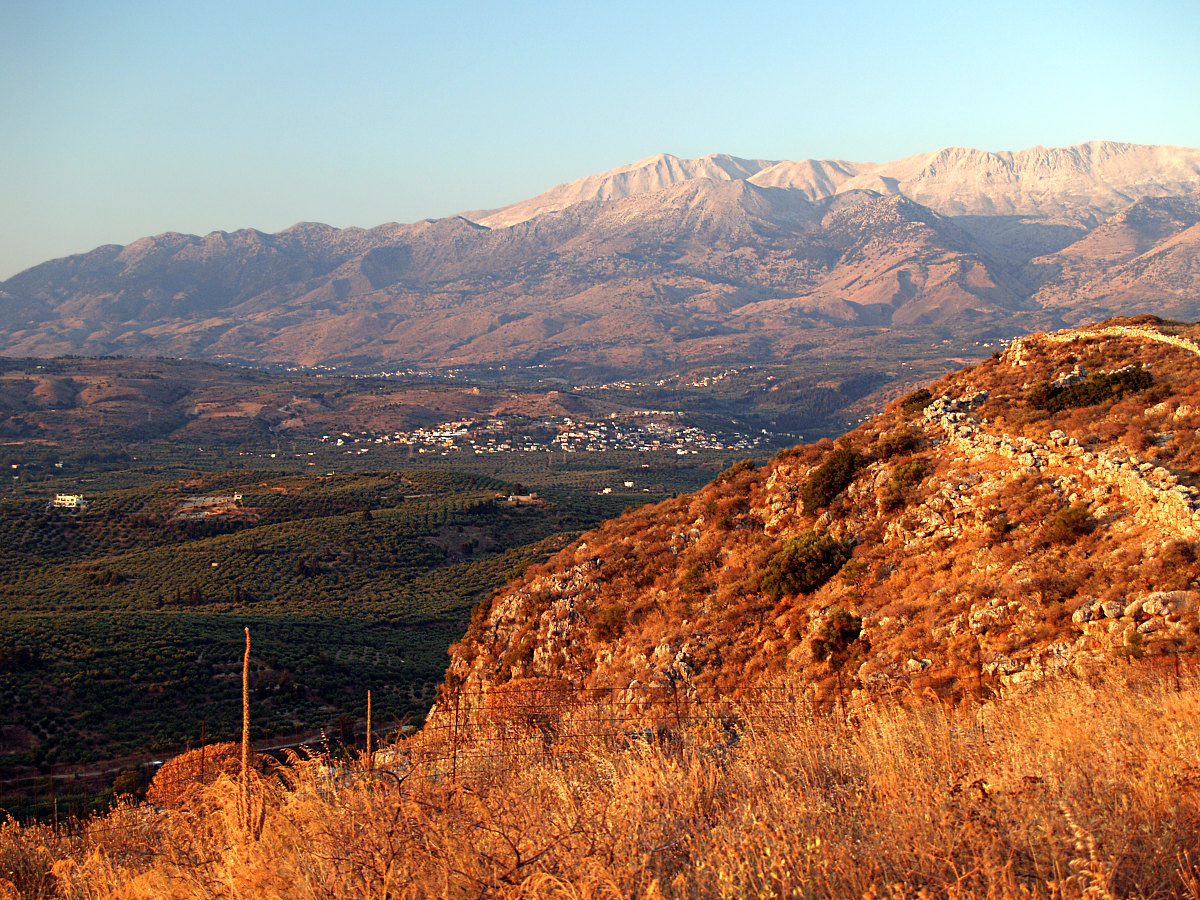
Vista del lado oriental de la muralla desde el fuerte Koules, como el valle de Stilos al este y los primeros contrafuertes de Léfká Óri al fondo (sur).

Áptera está documentada desde el periodo micénico en tablillas de lineal B bajo la forma a-pa-ta-wa. Puesto que en el lugar donde posteriormente se ubicó Áptera en tiempos históricos se han encontrado escasos restos anteriores al periodo geométrico tardío, se ha sugerido que la Áptera prehistórica debe identificarse con los restos hallados en la colina de Azoires de Stilos.
En el siglo IX a. C., se dieron en Creta condiciones favorables para el desarrollo de las ciudades, como fue el caso de Eleuterna, Lapa, Licto, Cidonia y Áptera. Esta última habría sido construida en el sitio de Megala Jorafia durante el llamado periodo geométrico, en el siglo VIII a. C., según las excavaciones realizadas en la necrópolis de la ciudad. En la región existían minas que fueron explotadas desde el periodo minoico. En Mesklá, la antigua Ceraia en griego: Κεραια, situada a tres o cuatro horas de marcha de Áptera, se extraía hierro y cobre. Pero Áptera era conocida principalmente a través de los dáctilos de los ideanos, que según la leyenda descubrieron el fuego, el cobre y el hierro como el arte de trabajar estos metales en la región de los apteranos. Los dáctilos vivían cerca del monte Berecinto. En esa zona, en 2011 el municipio de Maláxa, situado a unos 10 km por carretera al oeste de Áptera, tenía una de las minas más antiguas de Europa.
Lo que se sabe de la ciudad proviene sobre todo de las excavaciones, pues hay pocas referencias escritas. No obstante, Pausanias relata que en el año 668 a. C., los arqueros de Áptera participaron en la segunda guerra mesenia al lado de Esparta. En el siglo V a. C., como el conjunto de las ciudades cretenses, Áptera no participó en las guerras médicas, a pesar de no haber roto sus relaciones comerciales con Atenas, como evidencia la cerámica importada encontrada en las excavaciones que datan de este período.

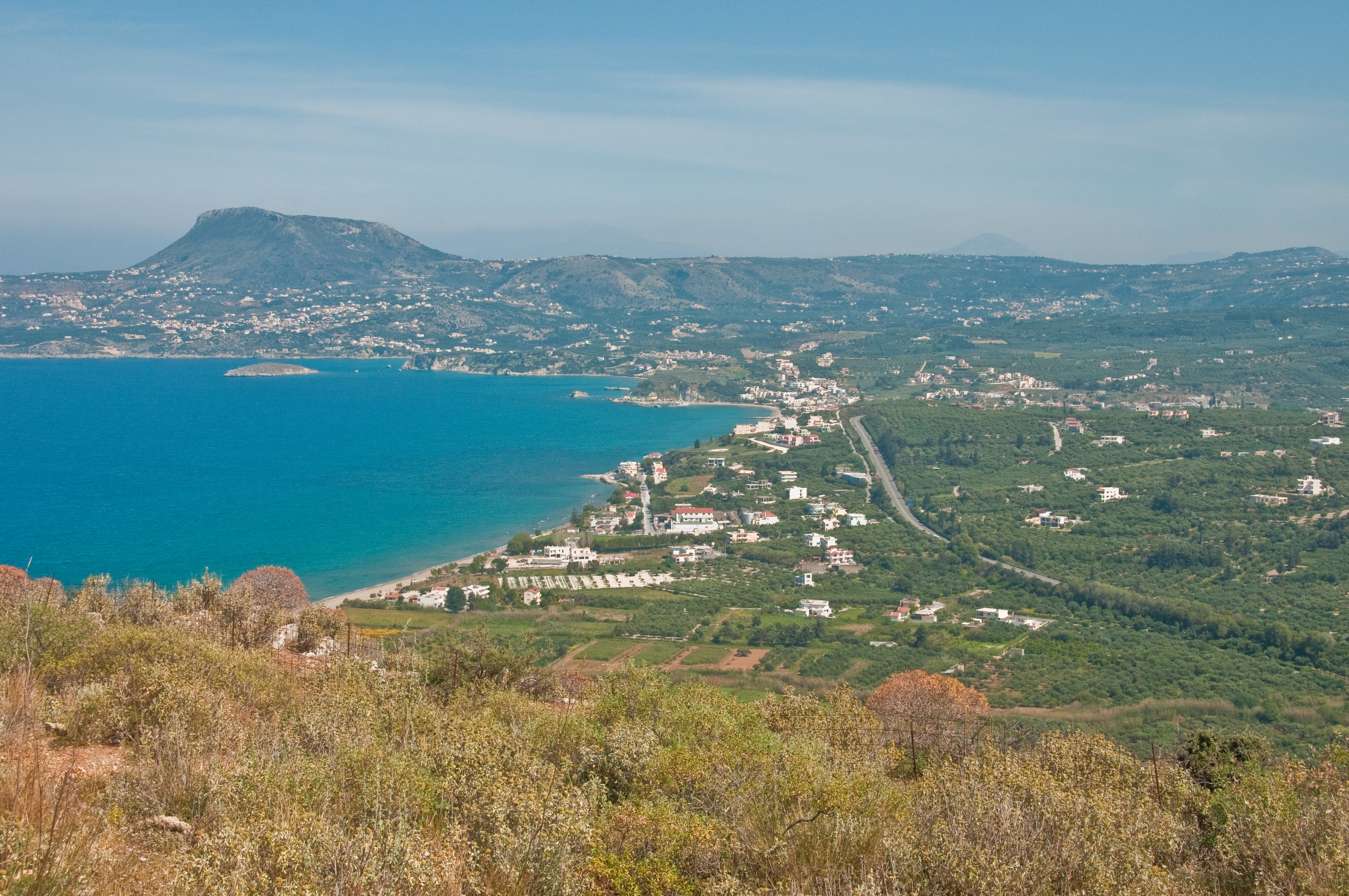
Vista en dirección nordeste desde Áptera; abajo Kalives, donde se situaba Císamo, uno de los puertos de la ciudad; al fondo la península de Drápano.

Como numerosas ciudades de Creta, la ciudad prosperó en el siglo IV a. C., contaba con ocho aldeas en los arrabales, situada a los pies de la colina, en el valle del Stilos. Célebre por la habilidad de sus arqueros, Áptera proveyó mercenarios a varios conflictos fuera de Creta que después trajeron riquezas para su ciudad de origen. Hubo también mercenarios de Áptera entre los numerosos piratas del mar Egeo. La plata importada de Egipto y de Cirenaica, permitía a la ciudad acuñar su propia moneda y así reforzar su independencia y poder económico. La mayor parte de esas monedas —se conocen 76 tipos diferentes—,— representan a la diosa Artemisa en el anverso con la leyenda APTARAION o APTERAION y Pteras en el reverso. Otras monedas tenían los retratos de Zeus, Apolo o Hera en el anverso, y una antorcha, una abeja o un arco en el reverso. Los arqueólogos estiman que la población de la ciudad en este periodo fuese de 20.000 habitantes, de los cuales una quinta parte eran hombres libres y el resto esclavos. Muchos de los hombres libres eran comerciantes, propietarios de tierra o armadores.
Áptera volvió a estar en el bando espartano contra los macedonios en la Guerra de Cremónides en 267–266 a. C. Los conflictos internos por los que pasó Creta en el siglo III a. C., principalmente entre Cnosos y Gortina, conllevaron a que Áptera se aliase casi siempre con Cnosos. Después de la destrucción de Licto por Cnosos, durante la guerra de Licto, en 220 a. C., los aliados de Cnosos (Cidonia, Eleuterna y Áptera) se vieron rodeados por los aliados de Gortina (Lapa y Polirrenia), y por el ejército de Filipo V de Macedonia. Áptera acabó por unirse con Gortina, que entonces era la principal ciudad de Creta.
La intensa actividad de Áptera en política exterior se ve confirmada en las inscripciones sobre alianzas y nombramiento de cónsules que la representaron en numerosas ciudades, como Cnosos, Hierapitna y Malia, sino también en el Peloponeso, en el Egeo, en Asia Menor y en las costas del Adriático. Áptera se encontraba entre las treinta ciudades que se aliaron al rey de Pérgamo Eumenes II en el 183 a. C. La ciudad homenajeó a Átalo II de Pérgamo erigiéndole una estatua de bronce con su efigie.

#### Cultos religiosos

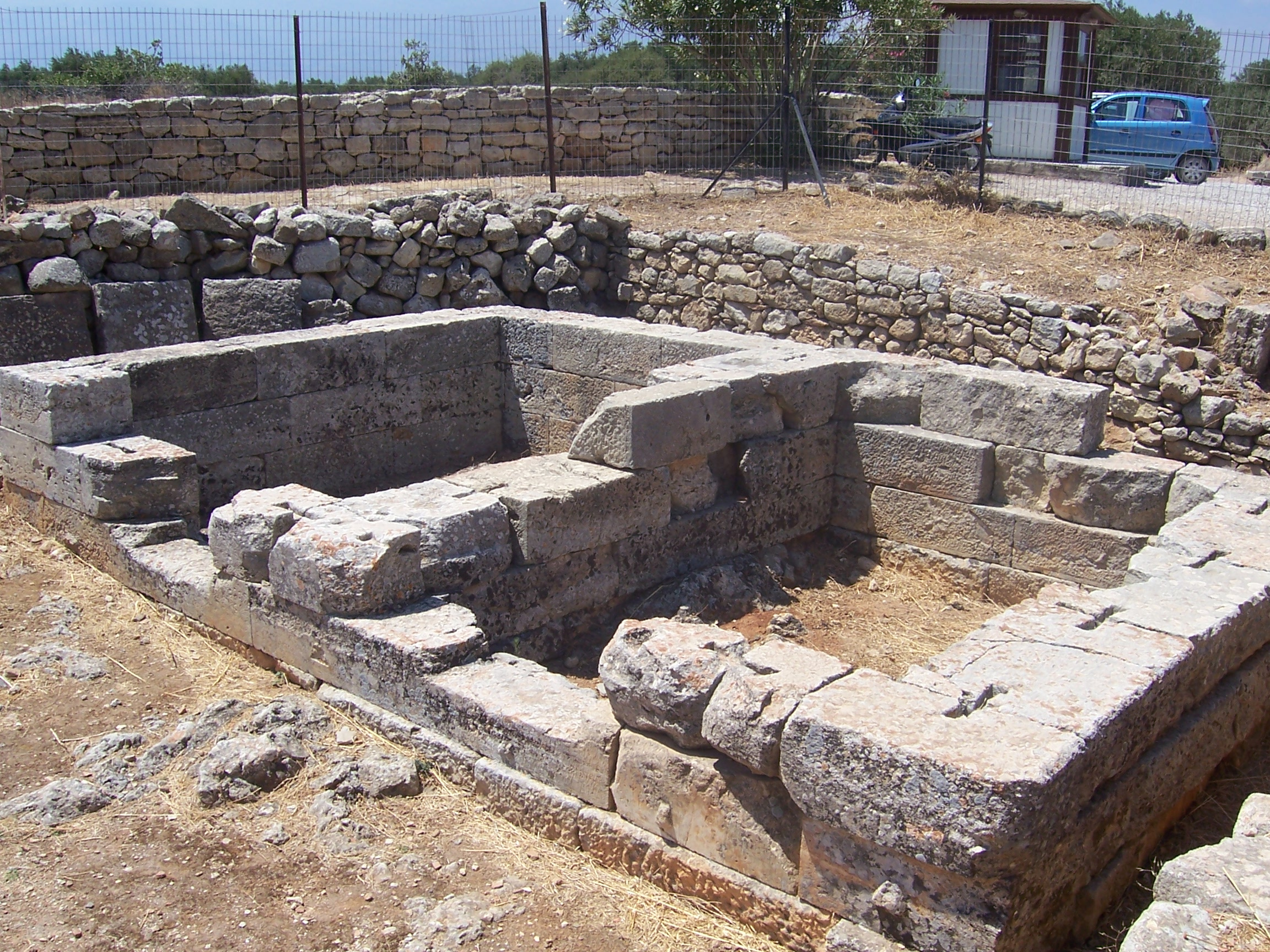
Ruinas del templo atribuido al culto de Artemisa.

Los vestigios de culto más antiguos descubiertos datan del siglo VIII a. C. y fueron encontrados en el templo atribuido al culto de Artemisa y Apolo. Este templo, descubierto en 1942, data posiblemente del siglo V a. C. La deidad principal de Áptera era Artemisa. Además de este templo, el retrato de la diosa se encontró en dos tipos de monedas de plata del siglo IV a. C. Se sabe por una inscripción que en los siglos III y II a. C., se celebraban carreras en su honor en el mes de Dictinaion, es decir, en el mes de Dictina, una forma arcaica del nombre de Artemisa en Creta. Hay también una mención a un santuario de Artemisa en otra inscripción relativa a la renovación de una alianza con la ciudad jonia de Teos, en Asia Menor, en Otra inscripción votiva del 170 a. C., se refiere a Artemisa con el nombre de Ilitía, la diosa del nacimiento. Hubo otros dioses y diosas adorados en Áptera. Los investigadores alemanes descubrieron un templo dedicado a Dioniso y se encontraron monedas con los retratos de Hermes, Zeus y Hestia o Hera.

### Período romano

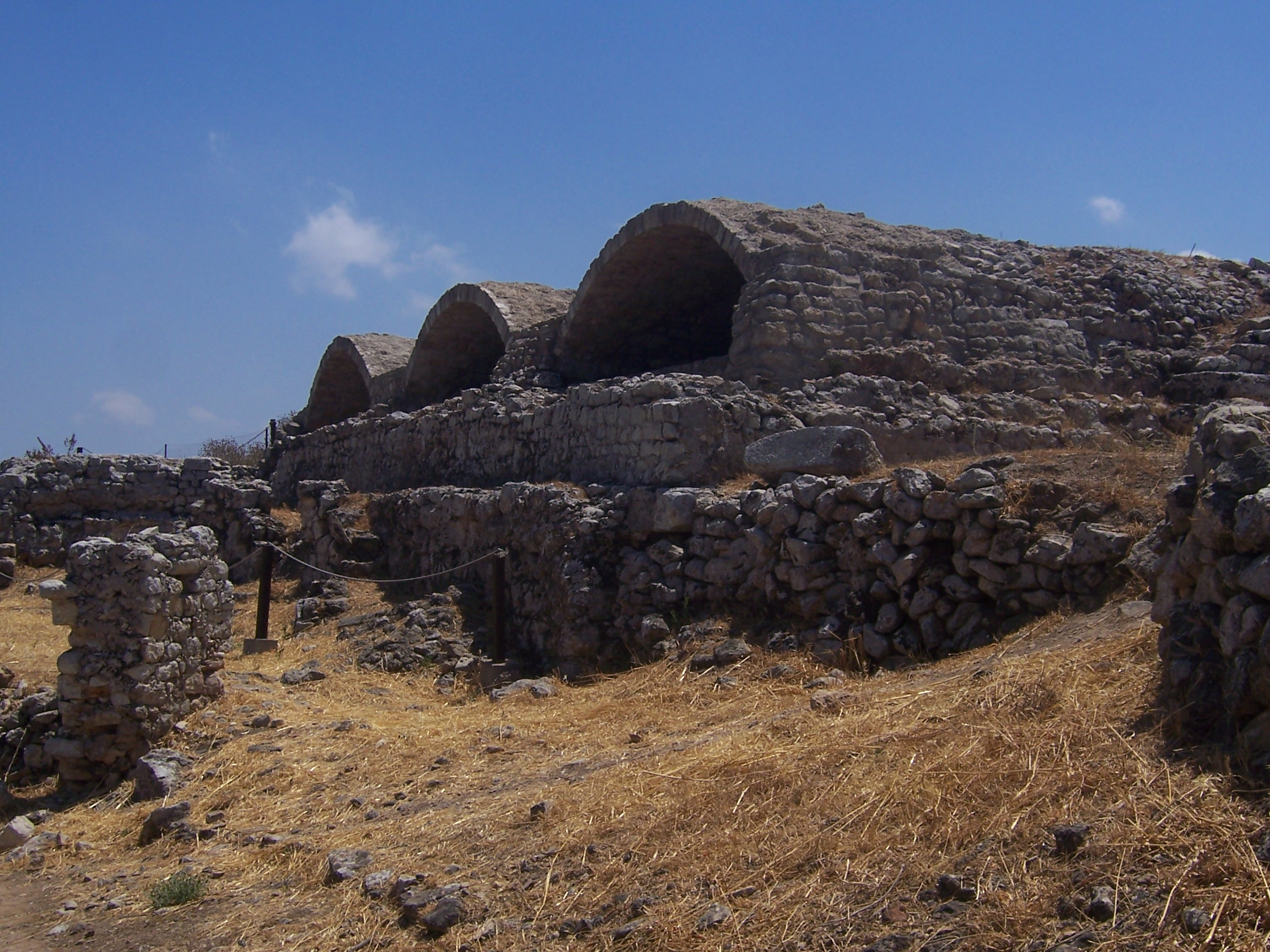
Exterior de las cisternas

Durante la conquista de Creta por Quinto Cecilio Metelo Crético (67–63 a . C.), Áptera se rindió sin combatir, como Cidonia. Los romanos le impusieron impuestos poco elevados. Aparentemente, el declive de Áptera comenzó antes de la invasión romana, pues se había vuelto dependiente de Cidonia. Como efecto, el uso de monedas de Cidonia, hace pensar que Áptera estuvo bajo la autoridad administrativa de la ciudad vecina. Por las excavaciones se sabe que conoció un nuevo impulso en los siglos I y II. La construcción de importantes infraestructuras demuestran su desarrollo: las imponentes cisternas que abastecían de agua era un signo de que la población era numerosa. A pesar de que había perdido importancia política y económica, la ciudad vio aumentar su producción agrícola, consecuencia de la política romana.
Las excavaciones muestran que en período romano se continuó adorando a diversos dioses y se adoptaron nuevos cultos. Durante las excavaciones llevadas a cabo por Stylianos Alexiou en 1958, se descubrió un pequeño templo del siglo I dedicado a Deméter y Perséfone. El culto de Dionisio parece que tuvo continuidad, pues fue encontrada una estatua del dios de época romana. En la  llamada villa del peristilo se descubrieron estatuas de Afrodita y de Hermes. En la necrópolis se hallaron pruebas del culto a los diosa egipcia Isis. Este último culto pudo haber llegado durante el período helenístico, aunque lo cierto es que se desarrolló durante el período romano.

## Declive y destrucción

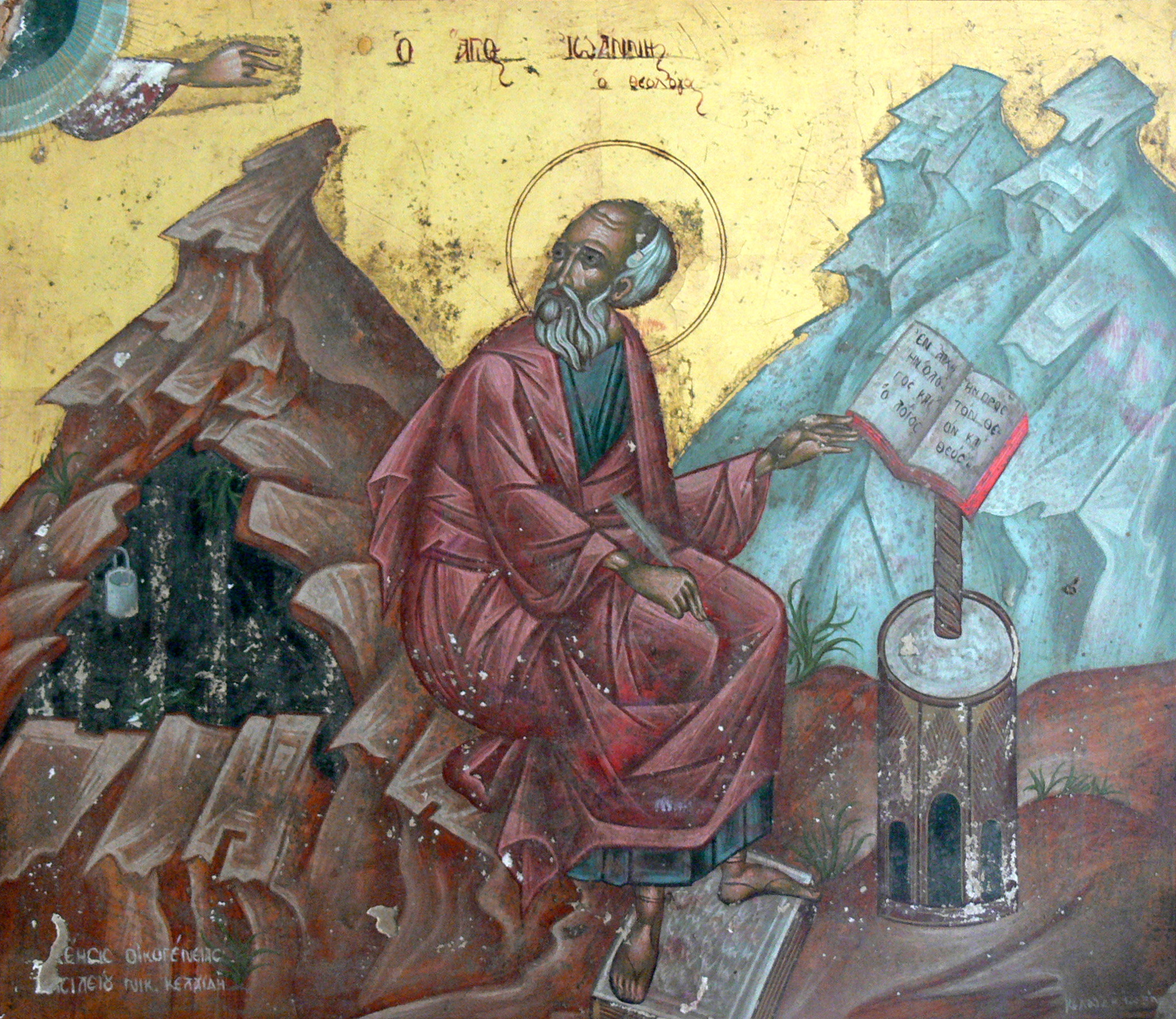
Icono de Juan de Patmos en la capilla del monasterio dedicado a este santo.

A partir del siglo III, Áptera comienza a declinar, al mismo tiempo que las ciudades próximas como Císamo y Cidonia prosperaban. La decadencia fue acelerada por el terremoto de Creta de 365, que destruyó varias ciudades de Creta, en la costa mediterránea del nordeste de África, y causó grandes estragos y millares de muertos en Alejandría. Continuó estando habitada, como testimonia el geógrafo bizantino del siglo VI Hierocles. Algunos obispos del período bizantino nacieron en Áptera Los arqueólogos encontraron los cimientos de una iglesia cristiana del siglo VII u VIII, con tumbas en el suelo. Un segundo seísmo que se produjo en el siglo VII, y el saqueo por piratas sarracenos en el año 823, marcaron el abandono de la ciudad por sus últimos habitantes. 
En el siglo XII se fundó en el centro de la ciudad un monasterio dedicado a San Juan el Teólogo, cuya primera mención es de 1182. El cenobio era propiedad del Monasterio de Patmos y contuvo vida monástica hasta 1964. En el lugar de la antigua ciudad los venecianos construyeron una fortaleza, común y localmente conocida con los nombres de Paleocastro (o Paliocastro) o Koules, El núcleo urbano junta a ella fue destruido por los piratas en 1583. En el siglo XIX, las ruinas fueron utilizadas como cantera para construir la fortaleza de Itzedin, en la cima de Kalami, justo encima del pie de la colina de Áptera. Construcción erigida por los turcos en 1872 en honor del hijo de Abdülaziz I y que actualmente es una prisión.

### Redescubrimiento de la ciudad
Después de ser destruida y abandonada la ciudad cayó en el olvido y fue preciso esperar varios siglos para ser identificada. En 1415 el geógrafo italiano Cristoforo Buondelmonti parece ser que identificó Minoa, la ciudad del mítico rey Minos, en el emplazamiento de Áptera, y describió las cisternas y tomó sus medidas. Domenico Negri cometió el mismo error en 1557. Cornaro, que pensaba que Minoa estaba situada entre Cidonia y Áptera, la ubicó más al este de lo que está en realidad. En 1563 el arquitecto veneciano Francesco Basilicata describió un teatro redondo y mosaicos, pero no trató de identificar el nombre de la ciudad.
El célebre botánico francés Joseph Pitton de Tournefort estaba en Creta en 1700 y en julio de ese año visitó las ruinas de Paleocastro. Basándose en Estrabón, formuló la hipótesis de que Paleocastro era el emplazamiento primigenio de Áptera y lamentó que la población local se hubiera olvidado de esta ciudad antigua. En 1834, el viajero inglés Robert Pashley fue el primero en situar Áptera con precisión. La presencia de monedas en su lugar con la leyenda APTE fortalecieron su opinión y cerca del monasterio de San Juan el teólogo encontraron, alrededor de un metro de profundidad, una pared con un decreto de la antigua ciudad.

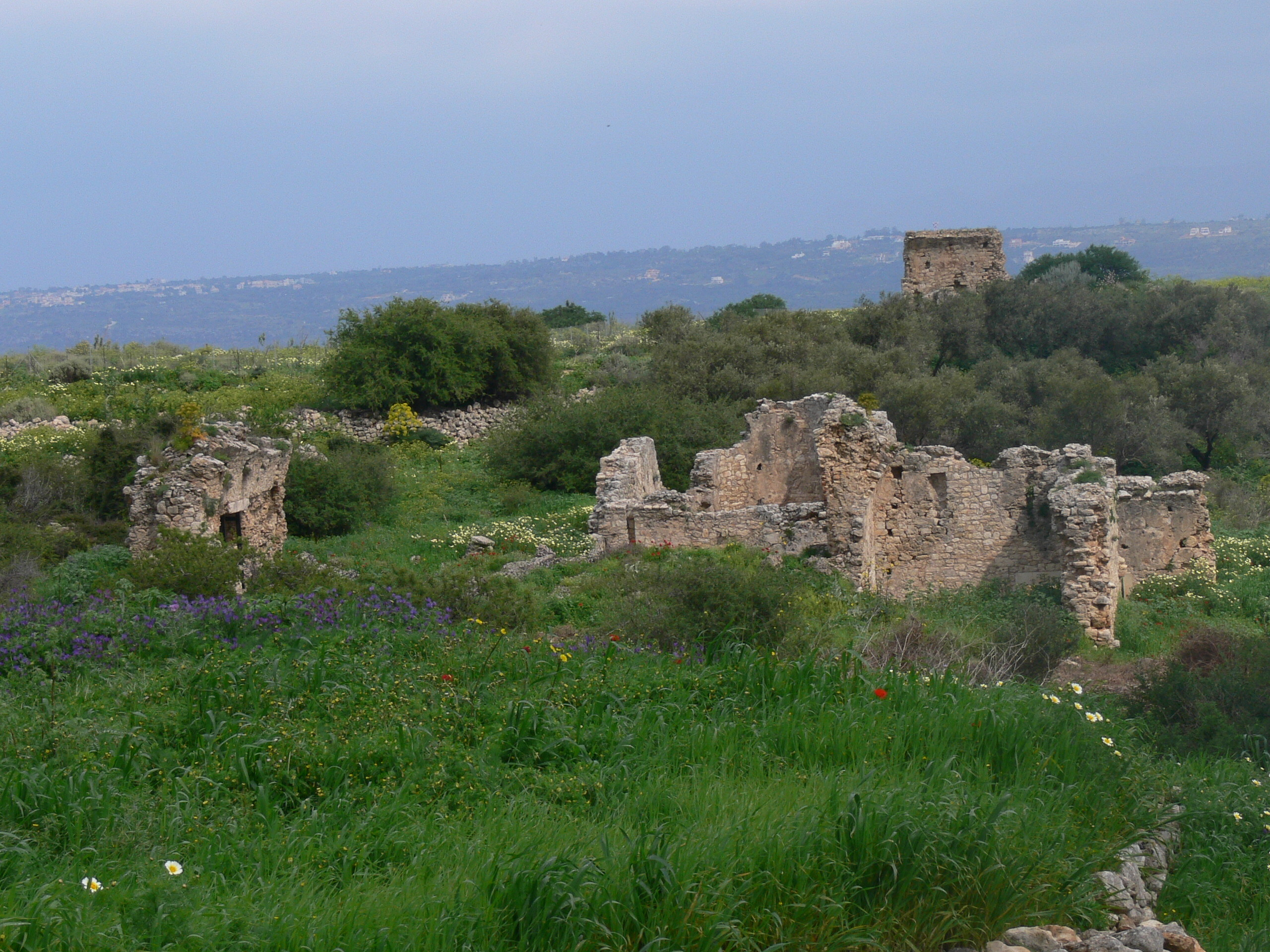
Ruinas de termas romanas

En 1862 y 1864, el arqueólogo francés Carle Wescher excavó la ciudad y descubrió el llamado «muro de las inscripciones», que indicaba la ubicación de lo que podría ser el pritaneo. En la pared se escribió un decreto emitido por el Senado en el que se rindió homenaje a Átalo II, rey de Pérgamo dándole las gracias por su amabilidad en relación con la confederación cretense en general y con Áptera particular. El texto menciona que la ciudad iba a erigir una estatua de bronce que representaba a Átalo, a pie o a caballo, como era su voluntad, y que el rey garantizaría su seguridad personal, tanto en tiempos de paz como en tiempo de guerra tanto de la ciudad como de sus puertos. El descubrimiento de Wescher confirmó la hipótesis según la cual Pashley aseguraba que las ruinas de Paleokastro eran las de Áptera. En septiembre de 1878, también estuvo allí Haussollier, quien estudió, copió y publicó las inscripciones encontradas por Wescher. Dijo que el «muro de las inscripciones» se encontró cerca del templo bipartito probablemente dedicado a Artemisa. En 1899, cuando dos viajeros italianos, Luigi Savignoni y Gaetano De Sanctis, visitaron el lugar, el «muro de las inscripciones» había desaparecido, pero en 1928 se descubrieron otras tres inscripciones epigráficas.
Después de la Batalla de Creta (1941), el sitio fue ocupado por el ejército alemán, debido a su posición estratégica. Incluso hoy en día se pueden ver los nidos de ametralladoras construidas con piedras encontradas en el lugar. Durante la ocupación alemana, el sitio fue excavado de nuevo. El templo bipartito se encontró al suroeste del monasterio; que data del siglo V o IV a. C., fue luego utilizado como fosa antes de ser cubierto por otros edificios en la época medieval. En 1958, el arqueólogo griego Stylianos Alexiou dirigió más excavaciones, después de haber descubierto un templo en honor de Deméter y varios ejemplares de kernoi  (vasos de ofrendas), de época helenística. Alexiou descubrió parte de un tratado entre Cidonia y Áptera y un conjunto de túmulos del siglo IV a. C. que contenían loza y broches de plata.

## Urbanismo y principales monumentos

### Monumentos de la Antigüedad

#### Cisternas y termas romanas

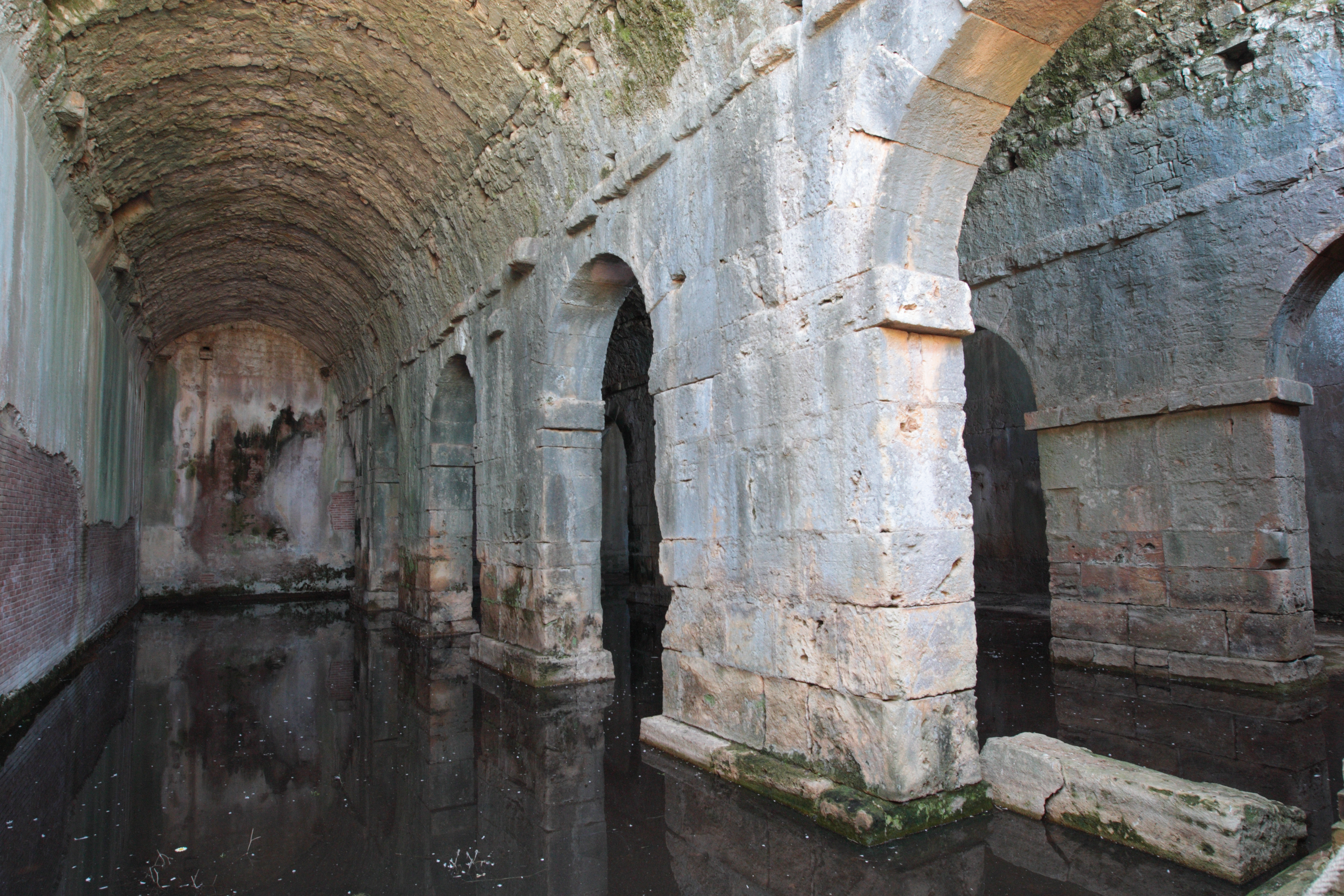
Interior de una de las cisternas.

Los edificios más imponentes visibles son las cisternas. Datan de la época romana, y no se excluye que las más antiguas sean de la época helenística. La principal cisterna, llamada 'gamma' (Γ) a causa de su forma, mide 55,8 m de largo y 25 m de ancho y tiene una capacidad de 3050 m³ de agua. El techo, desaparecido, fue originalmente abovedado. Las paredes están reforzadas en el interior por una pared de ladrillos y argamasa. La estanqueidad está garantizada por una gruesa capa de yeso impermeable. Debido a la longitud de la construcción se ha añadido un muro de contención para ayudar a las paredes a soportar el peso del techo y la presión del agua. Se colocó una escalera que permite acceder a la cisterna para su mantenimiento. El conducto de evacuación no está a nivel del suelo, sino ligeramente superior, de modo que las impurezas presentes en el agua que no llegaran a los estándares de agua potable queden depositadas sobre el fondo del depósito.
La segunda cisterna consta de tres compartimentos y otras tantas bóvedas. Una parte de este complejo fue excavado en la roca desnuda, siendo la parte restante del trabajo de albañilería similar al de la primera cisterna, recubierta con un revestimiento muy duro que ha persistido hasta la actualidad sobre la mayor de las paredes. Se estima su capacidad en 2900 m³. Después del abandono de la ciudad, dado que el lugar estaba habitado únicamente por los monjes del monasterio, esta cisterna dejó de ser usada como tal y sirvió posiblemente como granero. Debido a esta transformación, la escalera que subía hasta ella y que era usada para su mantenimiento fue destruida. En consecuencia, hubo que abrir un acceso a la cisterna al nivel del suelo.
La alimentación de las cisternas se efectuaba mediante aberturas practicadas en el techo de cada una. Pero el agua también era recogida por numerosas cisternas en diferentes partes de la ciudad, que alimentaban a las dos principales a través de un sistema de acueducto. Pashley y Perrot describieron conducciones de  terracota enterradas cerca de la entrada de las cisternas un minúsculo acueducto, con el 80 cm de largo y otro tanto de altura. Ambas cisternas principales sirvieron principalmente para abastecer el complejo de termas romanas situadas al norte de estas. Contrariamente a lo que era habitual en la época, no se ha hallado ningún mosaico en las termas, que fueron construidas en los primeros años del siglo I a. C.

#### Villa del peristilo

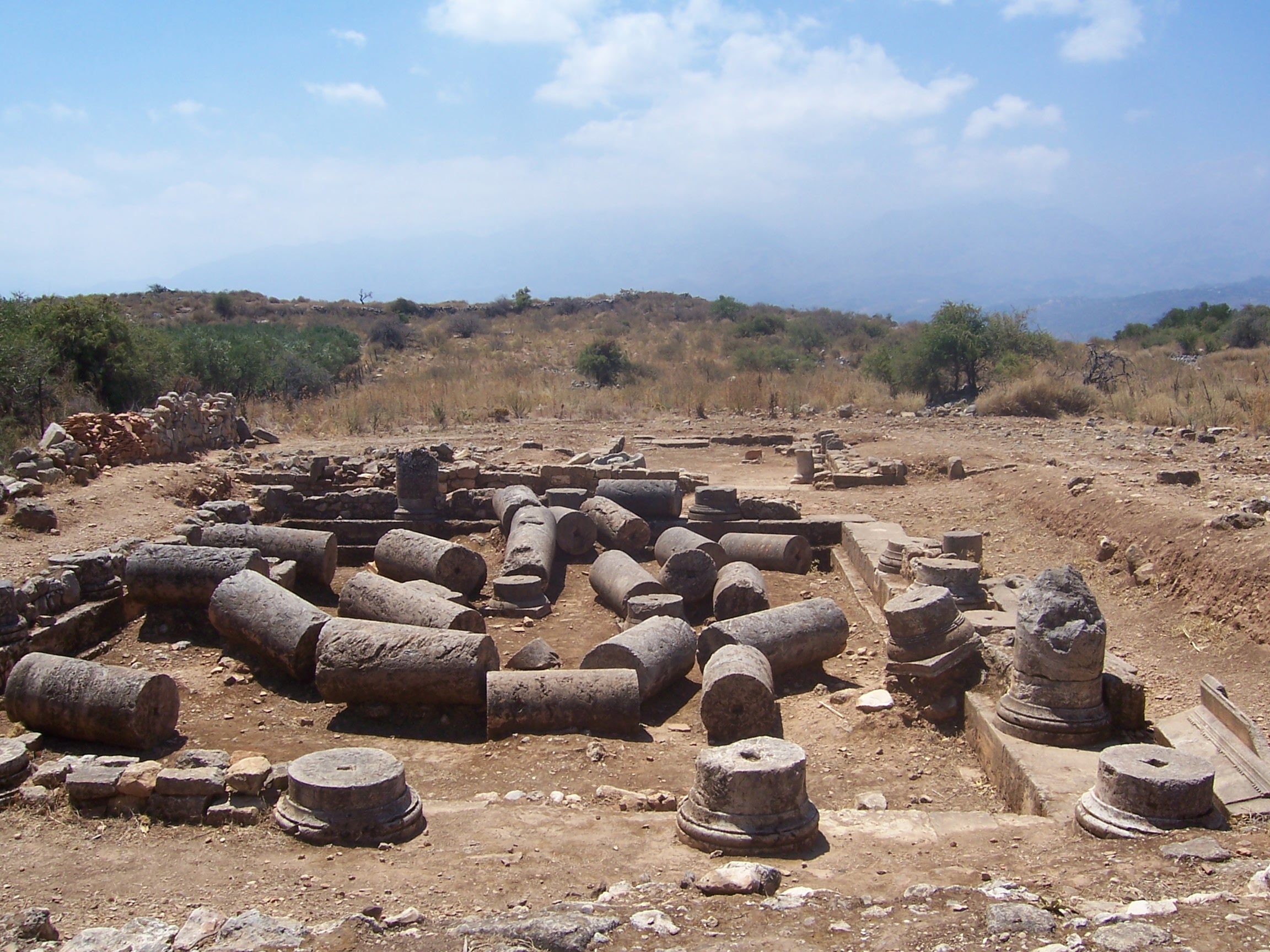
Villa del peristilo.

Una Villa romana, llamada del «peristilo» parcialmente excavada, permite conocer mejor la arquitectura residencial de Áptera. Datada en el período romano del final del siglo I a. C. o inicios del I —cuyo hallazgo permite suponer que el estilo arquitectónico de Áptera sigue al del periodo helenístico de las Islas Egeas y de Asia Menor. La villa se basa en este estilo: tiene un peristilo interior y un callejón originariamente cubierta con un techo de tejas. Este techo estaba sustentado por columnas de tipo dórico. En su atrio principal se encontró una pequeña estatua de Afrodita de mármol, un busto de Hermes proveniente de una estela, monedas y piezas de cerámica de uso cotidiano. La villa habría sido destruida por el  terremoto que devastó Creta en el año 365. El atrio era el centro de la casa, en torno al cual se planificó el resto del edificio. Hay un segundo atrio en la parte sur de la casa, donde se han hallado restos de un pozo, alimentado por canalizaciones que recogían el agua de lluvia. La inexistencia de manantiales en la colina de Áptera llevó a los habitantes de la ciudad a construir pozos y cisternas individuales para cubrir la necesidades personales e infraestructuras mayores para las necesidades generales de toda ciudad. Cerca del pozo de la villa hay un depósito de piedra con un cubo y una prensa de aceitunas, también de piedra. En otras dependencias de la villa se han desenterrado piezas de cerámica de uso doméstico y las partes metálicas de las puertas y ventanas.

#### Teatro
El teatro ocupa una cavidad natural situada en la parte sudoeste. El mal estado actual del teatro es a causa de su utilización durante el siglo XIX como cantera para las construcciones próximas, sobre todo de la fortaleza otomana de Itzedin. Los visitantes de comienzos de ese siglo describen el teatro en mejores condiciones que las actuales. la longitud máxima es de 55 metros y la orquestra tiene 18. La parte que fue excavada muestra que las bancadas estaban constituidas por asientos tallados en la roca.

#### Fortificaciones

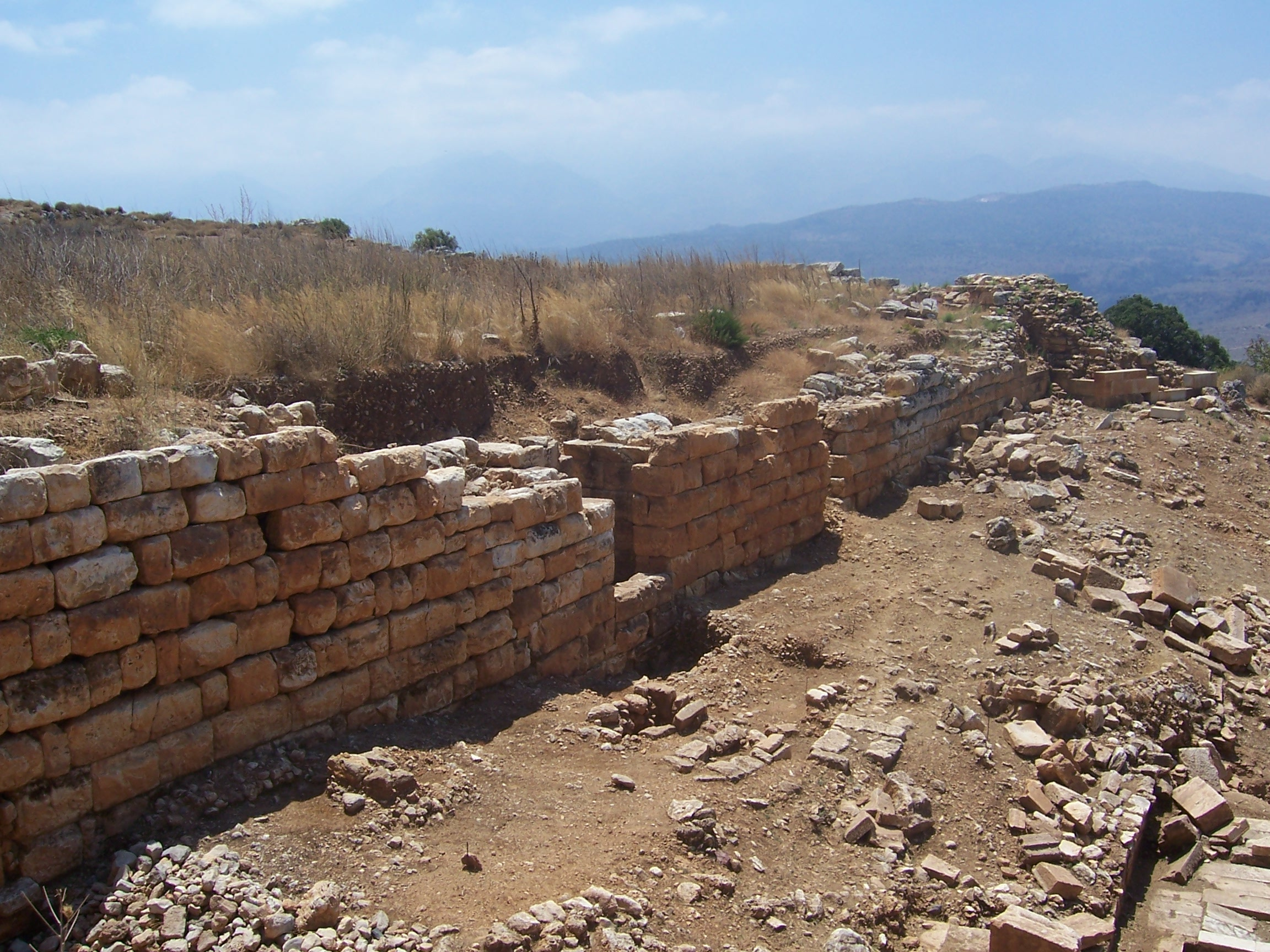
Muralla occidental, de estilo pseudo-isódomo.

La muralla que rodeaba Áptera tenía 3480 metros de perímetro, y circunda toda la parte llana de la cima de colina donde fue construida. Data del siglo IV a. C. Pashley estimó que esa parte de la muralla sería anterior al período romano. Hay notables diferencias en el acabado de varios lienzos de la muralla: se le dio mayor atención a las partes oeste y suroeste, siguiendo el sistema pseudo-isódomo, un tipo de aparejo arquitectónico adoptado por los arquitectos griegos, en el que todas las piedras eran talladas con la misma altura, de forma que, cuando eran colocadas, todas las hiladas eran regulares e iguales. En los sectores sur y este a veces se utilizaron simples piedras en las zonas en que la construcción del recinto amurallado se construyó de forma más cuidadosa. En las partes este y norte la muralla está hecha con piedras octogonales semejantes a un muro ciclópeo, lo que provocó que durante mucho tiempo se creyera que estas partes de la muralla, de casi cuatro metros de altura y cerca de dos metros de espesor y claramente visibles desde la parte inferior de la colina, eran mucho más antiguas. Pashley las comparó con las de Tirinto (construidas en el segundo milenio a. C.).

#### Necrópolis

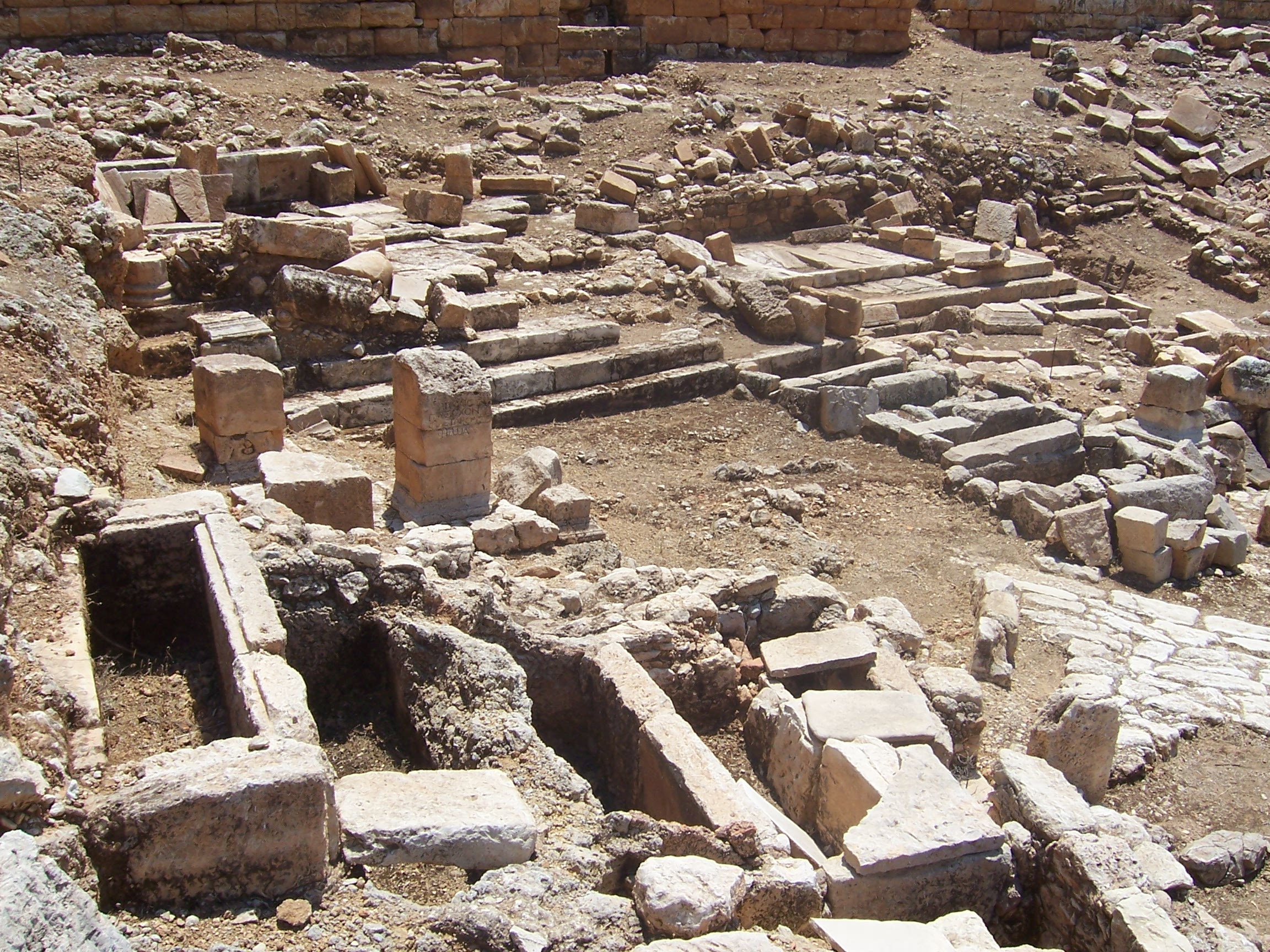
Necrópolis occidental

Áptera tenía dos necrópolis, una situada en el sureste y la otra al oeste de la ciudad. La primera aún no ha sido excavada, pero varias tumbas excavadas en la roca pueden ser fácilmente identificados y fueron todas saqueadas en el pasado. Su arquitectura parece indicar que son de época romana. El cementerio occidental fue excavado ampliamente, en parte debido a excavaciones de rescate, ya que se encuentra en el lugar donde en el siglo XIX se estableció la aldea de Pacalona, que sigue creciendo. También fueron expoliadas numerosas tumbas.
Pashley pudo localizar varios túmulos con facilidad y describe dos: el primero fue construido para dar cabida a tres cuerpos y los segundos cuatro cadáveres. Las tumbas más antiguas, que acreditan la fecha de fundación de la ciudad, se remontan al periodo geométrico en el siglo VIII a. C. Los muertos se colocaban generalmente dentro de un gran phitos, en una tumba excavada en la roca. Al lado del pithos se depositaban las ofrendas, por lo general piezas de cerámica bastante simples. En períodos posteriores, entre el los siglo VII y I a. C., el tipo más común de tumba era rectangular, excavada en roca blanda y cubierta con un bloque de piedra. También hay tumbas con paredes y techo construidos con bloques espesos de piedra (cistas). Hay un tercer tipo de tumba, más simple, que consiste en tejas juntas tapando todo el cuerpo. Este último tipo fue utilizado por las familias más modestas.
En la época romana, el tipo más común de la tumba era la cámara funeraria excavada en la roca a la que se accedía por una escalera. La entrada estaba cerrada por un bloque de piedra. Fueron encontrados en estas tumbas piezas de cerámica, lámparas de aceite, figurillas de barro, joyas y monedas. Esto tumbas tienen inscripciones con los nombres de las personas en enterradas. La presencia de tumbas en el interior de las murallas de la ciudad sugiere que no estaba habitada toda el área rodeada por las murallas.
En la necrópolis occidental, pueden observarse los restos de un heroon (tumba monumental construido para un héroe) de época romana, del siglo I o II. Entre dos hileras de tumbas se descubrieron seis bases estelas que formaban un monumento conmemorativo. Estas estelas, en la que se ha encontrado estatuas fueron erigidas en honor de ciudadanos de Áptera, por los servicios prestados a la ciudad. Cinco de las bases poseen inscripciones. La destrucción de este heroon se debió a la construcción próxima de tumbas cristianas en el siglo VI.

### Monumentos más tardíos
Hay dos edificios construidos en Áptera después de su abandono, de la que no formaron parte y fueron simplemente edificados en el perímetro de las murallas de la ciudad antigua.

#### Monasterio de San Juan el Teólogo
Fundado en 1182 y dedicado a San Juan el Teólogo (Agios Joannis), este monasterio se encuentra en el centro de la ciudad antigua. Propiedad del monasterio homónimo de Patmos,  conservaba el estatuto de metochion hasta 1964, cuando dejó de estar ocupado. Georges Perot utilizó el término hacienda para describir el monasterio. Richard Pococke indica que cuando pasó por Áptera vio a un monasterio en ruinas en medio de la ciudad vieja, que puede haber sido este. Pashley visitó el monasterio en el siglo siguiente, e informó de que en 1833 los monjes tenían olivares en torno al edificio, que había sido abandonado en gran parte desde el inicio de los combates de la guerra de independencia de Grecia en 1822. Thomas Spratt contó que los monjes fueron ayudados en sus tareas por campesinos de la zona y habló de las dificultades de los religiosa luchando contra el robo de trigo y ganado cometido por los habitantes de Apocoronas y Sfakia.
Los monjes dieron a Pashley las monedas que habían encontrado en la tierra alrededor del monasterio, lo que le permitió relacionar las ruinas con la ciudad de Áptera. Los viajeros también mencionan mosaicos en la ubicación de la capilla del monasterio actual, lo que sería la prueba de la existencia de una basílica cristiana más antigua. El monasterio, actualmente abandonado por los monjes, es utilizado por los equipos de arqueólogos que trabajan en el sitio arqueológico. Una sala acoge una exposición sobre la historia, la arquitectura y las excavaciones emprendidas en el lugar.

#### Fortaleza turca

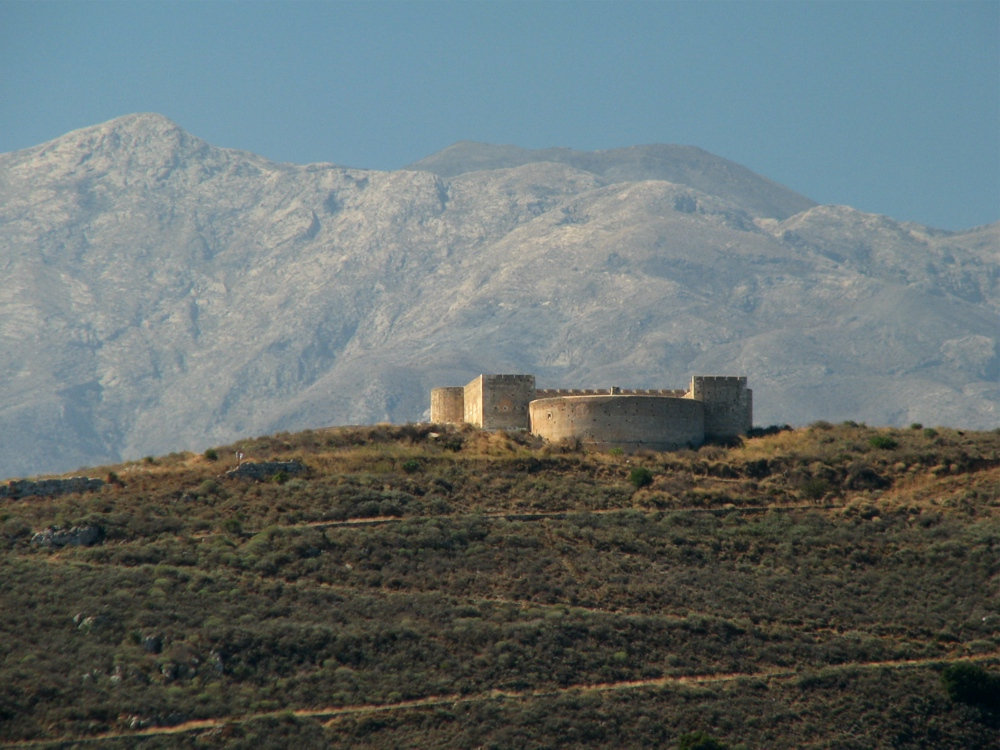
La fortaleza turca de Koules y la vertiente norte (frente al mar) de la colina de Áptera, con el macizo Lefká Óri al fondo.

En el extremo noreste del espacio delimitado por las murallas se alza la fortaleza construida por los venecianos en el siglo XVI y que fue destruida por los piratas en 1583. Cuando visitó Creta en el siglo XVIII, Richard Pococke describió las ruinas de una torre semicircular que probablemente respalda dicha destrucción. Las ruinas de esta fortaleza todavía eran visibles cuando Spratt visitó el lugar en la década de 1850,  y reconoció los restos de una antigua fortaleza, pero Spratt sostuvo que eran época romana o medieval. El edificio fue restaurado por los otomanos en 1866-1867, durante la revuelta cretense y tiene el nombre de Koules. Su construcción se realizó utilizando en parte los materiales recogidos en las ruinas de la antigua ciudad. El edificio es de forma casi rectangular,  35 por 25 metros, y está flanqueada por dos torres en la fachada sur. La fachada norte describe un arco de círculo. La fortaleza domina la bahía de Suda y el valle de Apocóronas hacia Kalives y Vámos, y hasta la fortaleza Itzedin construida por los otomanos más abajo unos años más tarde. En 2013, el Ministerio de Cultura de Grecia tuvo que proyectar la reconstrucción del fuerte Koules de Áptera.

### Obras modernas
- Hansen, Mogens Herman; Nielsen, Thomas Heine (2004). «Crete». An inventory of archaic and classical poleis (en inglés). Nueva York: Oxford University Press. ISBN 0-19-814099-1.
- Bennet, John (1985). «The Structure of the Linear B Administration at Knossos». American Journal of Archaeology (en inglés) 89. doi:10.2307/504327.
- Blackman, Richard (1975). «APTERA or Aptara (Palaiokastro, near Megala Choraphia) Apokoronas district, Crete».  En Stillwell; MacDonald, William L. et ali, eds. The Princeton Encyclopedia of Classical Sites (en inglés). Princeton University Press. p. 1019. ISBN 978-0691035420. Consultado el 22 de febrero de 2014.
- Blackman, David (1999–2000). «Archaeology in Greece 1999-2000». Archaeological Reports (en inglés) (The Society for the Promotion of Hellenic Studies) 46: 3-151. ISSN 2041-4102. OCLC 51206552. Consultado el 22 de febrero de 2014.
- Deininger, J. (agosto de 1966). «Aristainos von Megalopolis und Aristainos von Dyme». Historia: Zeitschrift fur Alte Geschichte (en alemán) (Franz Steiner Verlag) 15 (3): 376-380. Consultado el 22 de febrero de 2014.
- Detorakis, Theochares Eustratiou (2010). History of Crete (en inglés). ISBN 9602207124. Consultado el 22 de febrero de 2014.
- G. F. H. (septiembre de 1930). «A Signed Stater of Aptera». The British Museum Quarterly (en inglés) (Londres) 5 (2): 53. ISSN 0007-151X. OCLC 300432851. doi:10.2307/4421185. Consultado el 22 de febrero de 2014.
- Hood, M. S. F. (1958). «Archaeology in Greece, 1958». Archaeological Reports (en inglés) (The Society for the Promotion of Hellenic Studies) (5): 3-24. ISSN 2041-4102. Consultado el 22 de febrero de 2014.
- Niniou-Kinteli, Vanna (ed.). «Aptera». 25th Ephorate of Prehistory and Classical Antiquities with the contribution of the Municipality of Souda (en griego e inglés) (Ministerio de Cultura de Grecia): 66. Consultado el 22 de febrero de 2014.
- Russell, A. G. (mayo de 1942). «The Greek as a Mercenary Soldier». Greece & Rome (en inglés) 11 (33) (Cambridge University Press on behalf of The Classical Association). pp. 103-112. Consultado el 22 de febrero de 2014.
- Niniou-Kinteli, Vanna. «The ancient city of Aptera» (en griego). Consultado el 9 de marzo de 2014.
- Tomlinson, Richard Allan (1995–1996). «Archaeology in Greece 1995-96». Archaeological Reports (en inglés) (The Society for the Promotion of Hellenic Studies) (42): 1-47. ISSN 2041-4102. Consultado el 31 de diciembre de 2013.
- Tournefort, Joseph Pitton de (1727). Relation d'un voyage du Levant, fait par ordre du roy (en francés). Frères Bruyset. Consultado el 31 de diciembre de 2013.
- Whitley, James (2002-2003). «Archaeology in Greece 2002-2003». Archaeological Reports (en inglés) (The Society for the Promotion of Hellenic Studies) (49): 1-88. ISSN 2041-4102. Consultado el 31 de diciembre de 2013.
- Bulletin de l’Association CRETE: terre de rencontres (PDF) (en francés y griego) (5). París. 4º trimestre de 1999. Consultado el 31 de diciembre de 2013.

+Ministerio de Cultura y Deportes de Grecia (ed.). «Reconstruction of the Turkish Fortress "Koule" at Aptera». www.yppo.gr (en inglés). Archivado desde el original el 1 de enero de 2014. Consultado el 19 de enero de 2015.

### Obras antiguas y relatos de viajes
- Pashley, Robert (1837). Travels in Crete (en inglés). Consultado el 22 de febrero de 20104.
- Perrot, Georges (1867). «L'île de Crète: souvenirs de voyage» (en francés). París: Hachette. p. 278. Consultado el 31 de diciembre de 2013.
- Pococke, Richard (1772). Voyages en Orient, dans l'Egypte, l'Arabie, la Palestine, la Syrie, la Grèce, la Thrace (en francés).
- Spratt, Thomas Abel Brimage (1865).  John Van Voorst, ed. «Travels and Researches in Crete» (en inglés). Londres. p. 435. Consultado el 19 de enero de 2015.